# Nastavno-športska dvorana u Belom Manastiru
Nastavno-sportska dvorana u Belom Manastiru je dvorana koja se koristi u sportu i nastavi. Nalazi se u Belom Manastiru, u Školskoj ulici. Izgrađena je na igralištu pokraj srednjoškolskog kompleksa, na uglu Školske ulice i Ulice kralja Petra Krešimira IV, nasuprot Domu zdravlja.

## Gradnja
Kamen temeljac položili su u travnju 2006. godine, tadašnji predsjednik Hrvatskog Sabora Vladimir Šeks i ministri prometa i poljoprivrede Božidar Kalmeta i Petar Čobanković.
Izradnja je trebala biti završena u svibnju 2007. godine, no osječka tvrtka "Gradnja" poslove je užurbano završavala tek pred Dan grada Belog Manastira (Sveti Martin), 11. studenoga 2007. godine, kad je uz vatromet dvorana svečano otvorena. Izgradnja dvorane rezultat je dobre suradnje lokalne HDZ-ove vlasti i Hrvatske Vlade, također HDZ-ove.
Tijekom gradnje dvorane uređen je i prostor oko nje (uključujući i dotada oronulu trafo-stanicu), a iza dvorane izgrađeno je rukometno igralište. Pri gradnji dvorane čak je očuvan drvored u Ulici kralja Petra Krešimira IV, a izrezana su samo stabla koja su bila ispred dvorane u Školskoj ulici.

## Korištenje
Korištenje dvorane počelo je u siječnju 2008. Uz belomanastirske učenike koji u toj dvorani odrađuju nastavu iz tjelesnog odgoja, u njoj treniraju i igraju utakmice i belomanastirski sportski klubovi, ali se ona koristi i za kulturne priredbe i druge skupove pa je u njoj u veljači 2009. godine snimljena emisija HTV-ove zabavno-glazbene emisije "Lijepom našom".

## Naziv i kapacitet
Belomanastirska Nastavno-sportska dvorana, osim tog opisnog naziva, nije dobila nikakav pravi naziv.
Ta je dvorana gotovo ista osječkoj Športskoj dvorani Jug. Za razliku od osječke, ima 3.500 kvadrata i 1 300 sjedećih mjesta (na fiksnim tribinama ima 750 mjesta). Vrijednost dvorane je oko 22,5 milijuna kuna.